# پدرو گونزالس
پدرو گونزالس (انگلیسی: Pedro González؛ زادهٔ ۱۸ آوریل ۱۹۶۸) بازیکن سابق فوتبال اهل اسپانیا است که در پست دفاع چپ یا مدافع میانی بازی می‌کرد.
وی همچنین در تیم ملی فوتبال زیر ۲۱ سال اسپانیا بازی کرده‌است.